# Fadeout

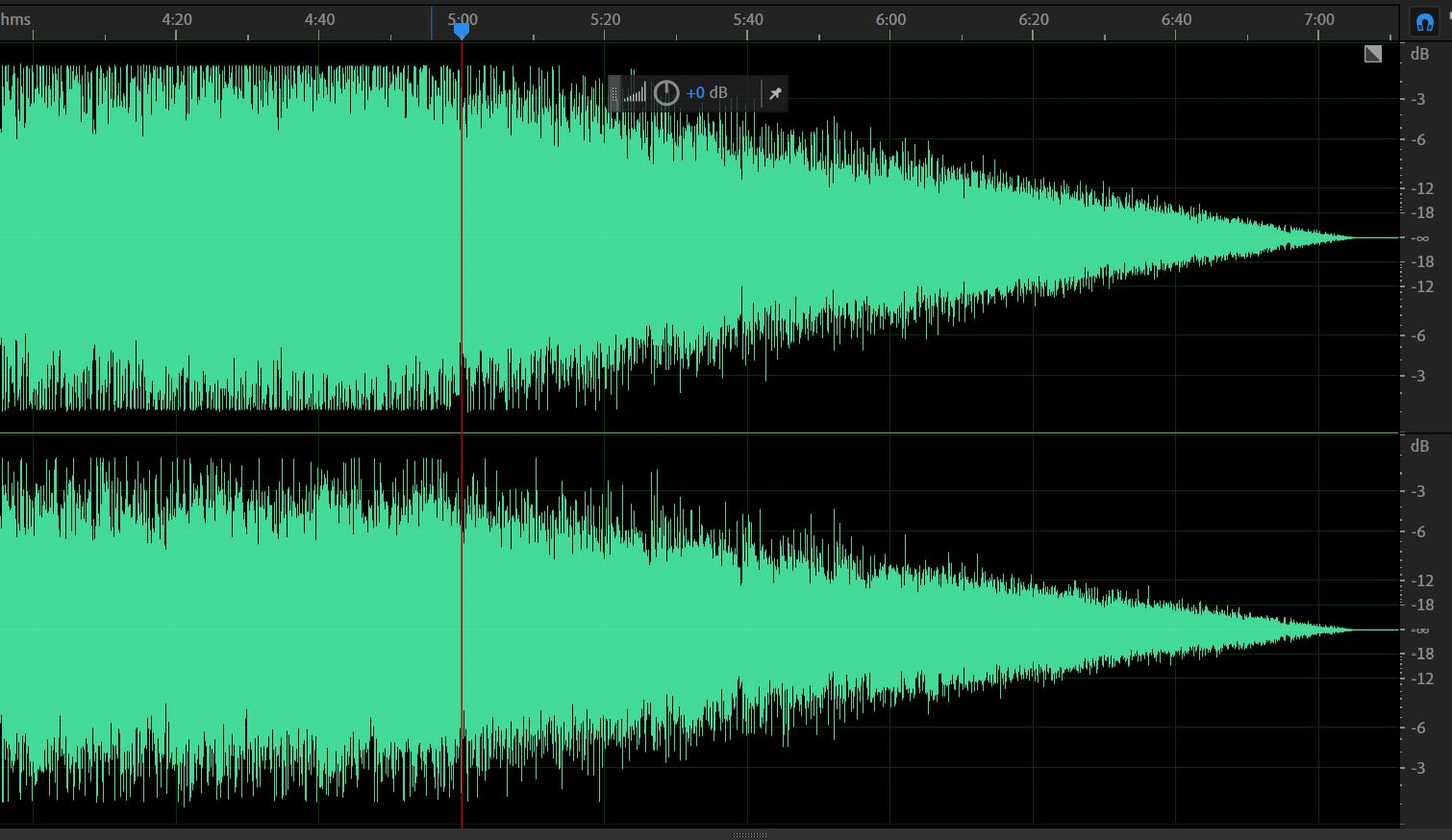
Wellenformdarstellung des Fadeouts des Liedes Hey Jude von The Beatles

Ein Fadeout (englisch für „ausblenden“) ist ein tontechnischer Begriff und Soundeffekt, der die allmähliche Lautstärkenminderung eines (in der Regel mehrfach wiederholten) musikalischen Vorgangs bis zu seiner vollständigen Auslöschung beschreibt. Dabei geschieht eine kontinuierliche Verminderung der Amplitude.

## Geschichte
Welche Aufnahme tatsächlich die erste war, die auf technischem Wege ausgeblendet wurde, ist schwer bestimmbar. Das hängt auch davon ab, was als Fadeout gelten soll. Bei den ersten Musikaufnahmen wurde entweder die Tonquelle immer weiter vom Mikrofon entfernt oder die Eingangslautstärke des Mikrofons verringert. Das US-amerikanische Fife and Drum Corps spielt bei der am 19. Mai 1905 zum Copyright angemeldeten Aufnahme The Spirit of ’76 und bewegt sich am Schluss vom Mikrofon weg. Das vermittelt dem Hörer den Eindruck, als ob die Band an ihm vorbeizieht. Auch das Orchesterstück Die Planeten von Gustav Holst aus dem Jahr 1916 gehört zu den ersten Musiktiteln, deren Ende ausgeblendet wurde. Der Chor des Stückes wurde in einem separaten Raum platziert, der durch eine geöffnete Tür mit dem Zuschauerraum verbunden war. Am Ende des Stückes wurde die Tür langsam geschlossen, so dass der Chor immer weniger zu hören war und am Ende ganz verstummte. Das von George Olsen am 5. September 1930 aufgenommene Beyond the Blue Horizon gilt als das erste „board fade“, also vom Mischpult gesteuerte Fadeout.
In der Popmusik werden Fadeouts gerne verwendet. Sie helfen beim Airplay den Radio-DJs als Unterstützung, die Spieldauer des Musikstückes zu verkürzen, indem sie über das Fadeout sprechen und somit einen vollständigen Höreindruck verhindern. Als eines der ersten Fadeouts in der Popmusik gilt Open the Door, Richard! von Jack McVea, produziert im Oktober 1946 von Ralph Bass.
Zwei ungewöhnliche Fadeouts ragen aus den Standard-Ausblendungen heraus. Der Beatles-Hit All You Need Is Love (aufgenommen am 25. Juni 1967) enthält in der Coda beim langsamen Fadeout die achte zweistimmige Invention von Johann Sebastian Bach, das englische Volkslied Greensleeves, Glenn Millers In the Mood sowie Hooklines aus den Beatles-Stücken She Loves You und Sgt. Pepper’s Lonely Hearts Club Band. Ein weiteres ist bei Elvis Presleys Hit Suspicious Minds eingebaut. Während der Aufnahmen am 23. Januar 1969 im American Sound Studio entschied sich der Produzent Felton Jarvis zu einem ungewöhnlichen vorzeitigen Fadeout nach 3:36 Minuten Spieldauer (Gesamtspieldauer: 4:22 Minuten), um den echten Live-Auftritt von Elvis in Las Vegas zu reproduzieren. Das etwa 15 Sekunden dauernde Fadeout mündet in ein Fadein, das zum normalen Lautstärkepegel des Songs zurückkehrt.

## Bedeutung in der Popmusik
Insbesondere in Pop-, Rockmusik und Schlagern wird das Fadeout als gestalterisches Stilmittel für Musikstücke verwendet, bei denen der Komponist keine definitive Schlusswendung vorgesehen hat. Anstatt dessen sinkt der Lautstärkepegel allmählich bis zur vollkommenen Stille. Es handelt sich um einen Soundeffekt, der keinen Bezug zur akustischen Wirklichkeit, etwa bei Live-Konzerten, aufweist. Zudem fehlt es beim Fadeout an der räumlichen Konnotation, was dem Hörer den Eindruck vermittelt, als ob die Musik sich vom Hörer zurückzieht. Die bisher einzige experimentelle Studie zur Wirkung des Fadeouts konnte nachweisen, dass die Version eines Stücks mit Fadeout im Vergleich zur Version mit arrangiertem Schluss – dem sogenannten Cold end – in einer Mitklopfaufgabe bei Hörern zur Fortsetzung der Pulsationsempfindung nach dem physikalischen Ende des Stücks um 2,4 Sekunden führt. Dies wird als Pulse Continuity Phenomenon bezeichnet.
Ein erfolgreiches Fadeout ist technisch schwer zu erreichen, da es zum richtigen Zeitpunkt einsetzen muss und dann einem nichtlinearen Muster (größere Lautstärkenverminderung am Schluss) folgt. Es setzt häufig beim sich wiederholenden Refrain ein (daher auch der musiktechnische Ausdruck „chorus to fade“, also verblassender Refrain) und verwehrt dem Hörer die mehrfache Refrainwiederholung am Schluss.

## Fadein
Im Gegensatz zum Fadeout wird beim Fadein die Aufnahme nicht aus-, sondern eingeblendet. Sie beginnt also mit der vollständigen Stille, um dann permanent an Lautstärke bis zur Erreichung des endgültigen Pegels zuzunehmen. Es kommt bei Musikaufnahmen selten vor. Bei Abmischungsprozessen hingegen werden Tonspuren – für den Hörer nicht wahrnehmbar – häufig eingeblendet. Als erste Aufnahme mit einem Fadein gilt Eight Days a Week von den Beatles, aufgenommen am 6. Oktober 1964. Zunächst hatte die Aufnahme einen klassischen Beginn, erst ab Take 6 wurde das Fadein in die Aufnahmesessions eingeführt und bis zum besten Take 13 beibehalten.